# Большой Южный
Большой Южный (англ. Great Southern) — один из девяти округов Западной Австралии, определяемых как административные районы в целях экономического развития. Большой Южный вместе с соседними сельскохозяйственными регионами входит в более крупный регион Южного побережья Западной Австралии.

## Описание
В состав округа Большой Южный официально входят районы местного самоуправления: Албани Сити, Брумхилл-Тамбеллуп, Кранбрук, Денмерк, Гновангеруп, Джеррангуп, Каттанинг, Кент, Коджунуп, Плантгенет и Вуданиллинг.
Большой Южный имеет площадь 39 007 км² с населением около 54 тыс. человек. Административный центр — исторический порт Албани. Климат в регионе средиземноморский, с жарким сухим летом и прохладной влажной зимой. Хребет Стерлинга — единственное место в Западной Австралии, где регулярно бывают снегопады, хотя и очень лёгкие.

## Промышленность и экономика
В экономике Большого Южного региона преобладают животноводство, молочное животноводство и растениеводство. В регионе находятся одни из самых продуктивных зерновых и пастбищные угодий Западной Австралии. Большой Южный является крупным производителем шерсти и баранины. Албани — крупный центр рыболовства.
Побережье Большого Южного имеет более мягкую летнюю погоду, чем районы на собственно западном побережье штата. Он является популярным местом для отдыхающих, туристов, рыболовов и серфингистов. Через Албани протекает река Калган, по которой ходят речные суда.

## История
Народ нунгар населял этот регион десятки тысяч лет. Европейские поселения начались с создания временной британской военной базы под командованием майора Эдмунда Локера в проливе Кинг-Джордж на Рождество 1826 года, поэтому Албани считается старейшим европейским поселением в Западной Австралии.